# Olympische Sommerspiele 1948/Leichtathletik – Speerwurf (Frauen)

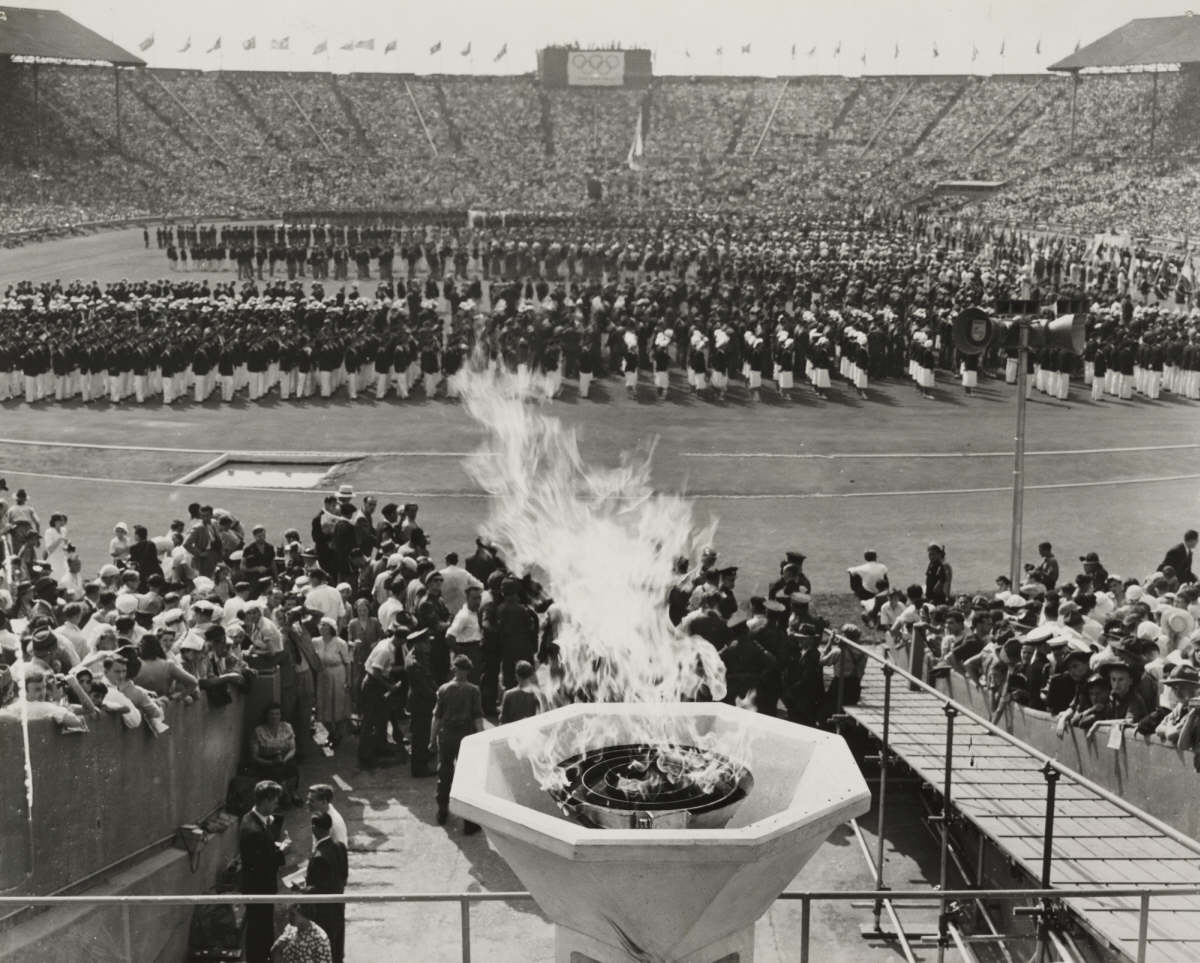
Eröffnungsfeier bei den Olympischen Spielen in London

Der Speerwurf der Frauen bei den Olympischen Spielen 1948 in London wurde am 31. Juli 1948 im Wembley-Stadion ausgetragen. Fünfzehn Athletinnen nahmen teil.
Olympiasiegerin wurde die Österreicherin Herma Bauma vor der Finnin Kaisa Parviainen. Bronze ging an die Dänin Lily Carlstedt.

## Rekorde

### Bestehende Rekorde
| Weltrekord         | 48,21 m | Herma Bauma ( Österreich)          | Wien, Österreich                  | 29. Juni 1947  |
| Olympischer Rekord | 45,18 m | Tilly Fleischer ( Deutsches Reich) | Finale OS Berlin, Deutsches Reich | 2. August 1936 |

### Rekordverbesserungen
Die österreichische Olympiasiegerin Herma Bauma verbesserte den bestehenden olympischen Rekord im Finale am 31. Juli um 39 Zentimeter auf 45,57 m.

## Durchführung des Wettbewerbs
Die Teilnehmerinnen traten am 31. Juli zum Wettkampf an. Auf eine Qualifikationsrunde wurde verzichtet.

## Endergebnis

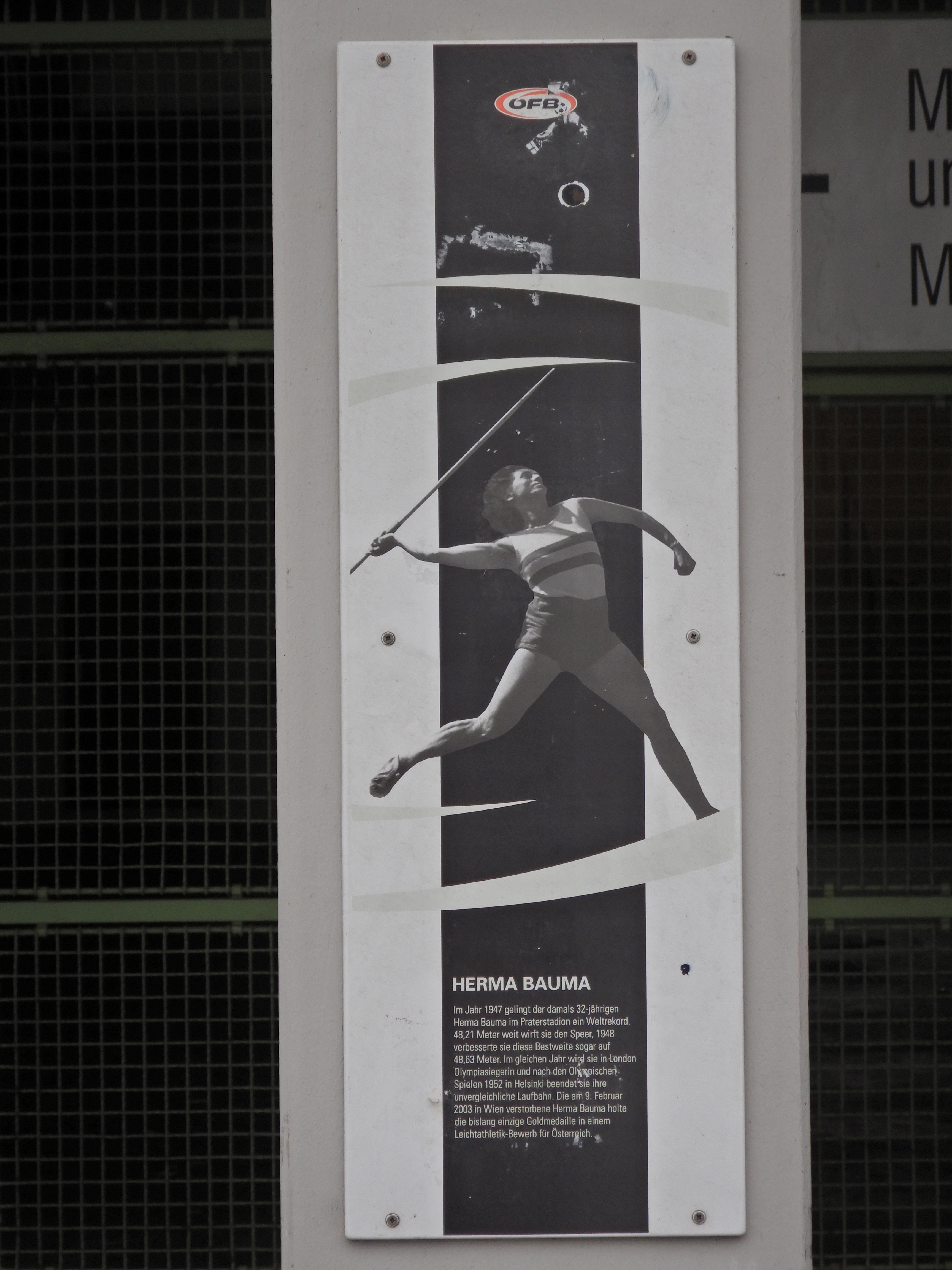
Herma Bauma (hier auf einer Gedenktafel in Wien) – 1936 Olympiavierte und nun Olympiasiegerin

31. Juli 1948, 14:30 Uhr
Anmerkung:
Nur die jeweiligen Bestweiten sind überliefert. Die Reihenfolge und Weiten der weiteren Versuche in der Qualifikation sind unbekannt.
| Platz | Name                  | Nation           | Bestweite | Anmerkung |
| ----- | --------------------- | ---------------- | --------- | --------- |
| 1     | Herma Bauma           | Österreich       | 45,57 m   | OR        |
| 2     | Kaisa Parviainen      | Finnland         | 43,79 m   |           |
| 3     | Lily Carlstedt        | Dänemark         | 42,08 m   |           |
| 4     | Dorothy Dodson        | USA              | 41,96 m   |           |
| 5     | Jo Teunissen-Waalboer | Niederlande      | 40,92 m   |           |
| 6     | Johanna Koning        | Niederlande      | 40,33 m   |           |
| 7     | Dana Zátopková        | Tschechoslowakei | 39,94 m   |           |
| 8     | Elly Dammers          | Niederlande      | 38,23 m   |           |
| 9     | Gerda Schilling       | Österreich       | 38,01 m   |           |
| 10    | Ingrid Almqvist       | Schweden         | 37,26 m   |           |
| 11    | Melania Sinoracka     | Polen            | 35,74 m   |           |
| 12    | Theresa Manuel        | USA              | 33,82 m   |           |
| 13    | Nicole Saeys          | Belgien          | 31,77 m   |           |
| 14    | Kay Long              | Großbritannien   | 30,29 m   |           |
| 15    | Gladys Clarke         | Großbritannien   | 29,59 m   |           |

Im Speerwurf machte sich wie im Kugelstoßen und Diskuswurf die Abwesenheit der sowjetischen Werferinnen bemerkbar. Sie hätten der Österreicherin Herma Bauma, die den Wettbewerb dominierte, zumindest eine starke Konkurrenz bieten können. Allerdings fiel das Resultat im Speerwurf deutlich besser aus als bei den anderen beiden Wurfdisziplinen. Herma Bauma verbesserte Tilly Fleischers olympischen Rekord und blieb nur ca. einen Meter unter der Siegesweite der sowjetischen Werferin Klawdija Majutschaja, mit der diese 1946 Europameisterin geworden war. Herma Bauma, Olympiavierte 1936 in Berlin, gewann die Goldmedaille vor der Finnin Kaisa Parviainen und der Dänin Lily Carlstedt.
Herma Bauma gewann die bislang einzige österreichische Goldmedaille in der Leichtathletik.

Kaisa Parviainen gewann die erste finnische Medaille im Speerwurf der Frauen.

Lily Carlstedt errang die erste dänische Medaille in der Leichtathletik der Frauen.

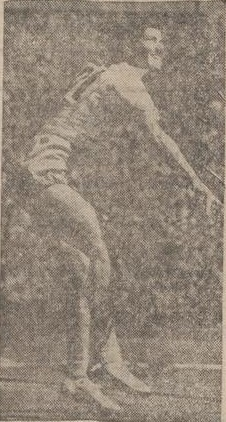
Jo Teunissen-Waalboer (hier auf einem unscharfen Foto bei den Olympischen Spielen 1952) – belegte Rang fünf
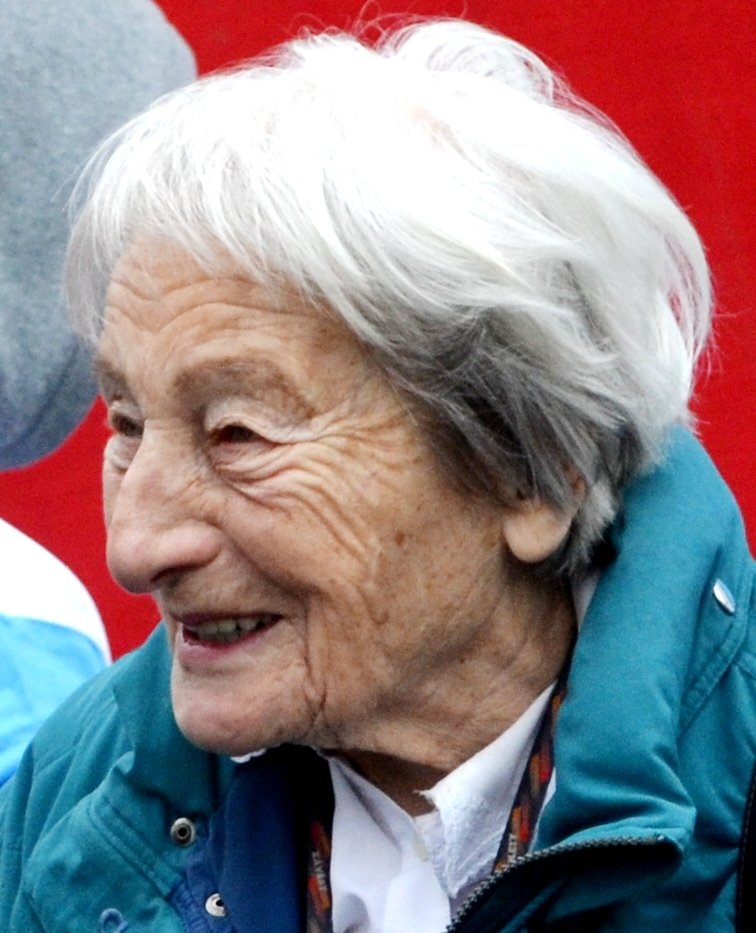
Dana Zátopková – später unter anderem als Olympiasiegerin von 1952 äußerst erfolgreich – kam hier auf den siebten Platz; Foto von 2014
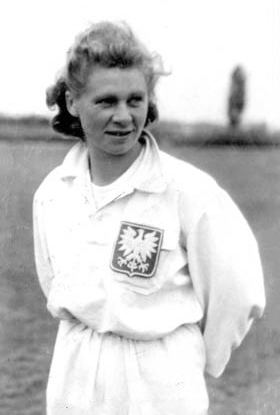
Melania Sinoracka erreichte Platz elf

## Videolinks
- Herma Bauma - Olympiasieg 1948, youtube.com, abgerufen am 24. August 2017
- Herma Bauma - Olympic Champion 1948, youtube.com, abgerufen am 24. August 2017
- The Olympic Games (1948) | BFI National Archive, Bereich 2:01 min bis 2:18 min, youtube.com, abgerufen am 30. Juli 2021